# Turri
Turri é uma comuna italiana da região da Sardenha, na província da Sardenha do Sul, com cerca de 533 habitantes. Estende-se por uma área de 9 km², tendo uma densidade populacional de 59 hab/km². Faz fronteira com Baradili (OR), Baressa (OR), Genuri, Pauli Arbarei, Setzu, Tuili, Ussaramanna.

## Demografia
| Variação demográfica do município entre 1861 e 2011                               |
|                                                                                   |
| Fonte: Istituto Nazionale di Statistica (ISTAT) - Elaboração gráfica da Wikipedia |